# Monroe (Massachusetts)
Monroe es un pueblo ubicado en el condado de Franklin en el estado estadounidense de Massachusetts. En el Censo de 2010 tenía una población de 121 habitantes y una densidad poblacional de 4,33 personas por km².

## Geografía
Monroe se encuentra ubicado en las coordenadas 42°43′40″N 72°59′7″O / 42.72778, -72.98528. Según la Oficina del Censo de los Estados Unidos, Monroe tiene una superficie total de 27.93 km², de la cual 27.68 km² corresponden a tierra firme y (0.9%) 0.25 km² es agua.

## Demografía
Según el censo de 2010, había 121 personas residiendo en Monroe. La densidad de población era de 4,33 hab./km². De los 121 habitantes, Monroe estaba compuesto por el 95.04% blancos, el 2.48% eran afroamericanos, el 0% eran amerindios, el 2.48% eran asiáticos, el 0% eran isleños del Pacífico, el 0% eran de otras razas y el 0% pertenecían a dos o más razas. Del total de la población el 2.48% eran hispanos o latinos de cualquier raza.